# 계해사궤장연첩
계해사궤장연첩(癸亥賜几杖宴貼)은 대한민국 경기도 광명시에 소재한 충현박물관에 있는 문화재이다. 2009년 10월 16일 대한민국의 경기도 유형문화재 제228호로 지정되었다.
연회도가 빠진 사본이나 궤장연시첩의 전래본이 없는 점을 비치어 볼 때 중요한 연구자료이다.

## 참고 자료
- 계해사궤장연첩 - 국가유산청 국가유산포털